# محاكاة الطيران

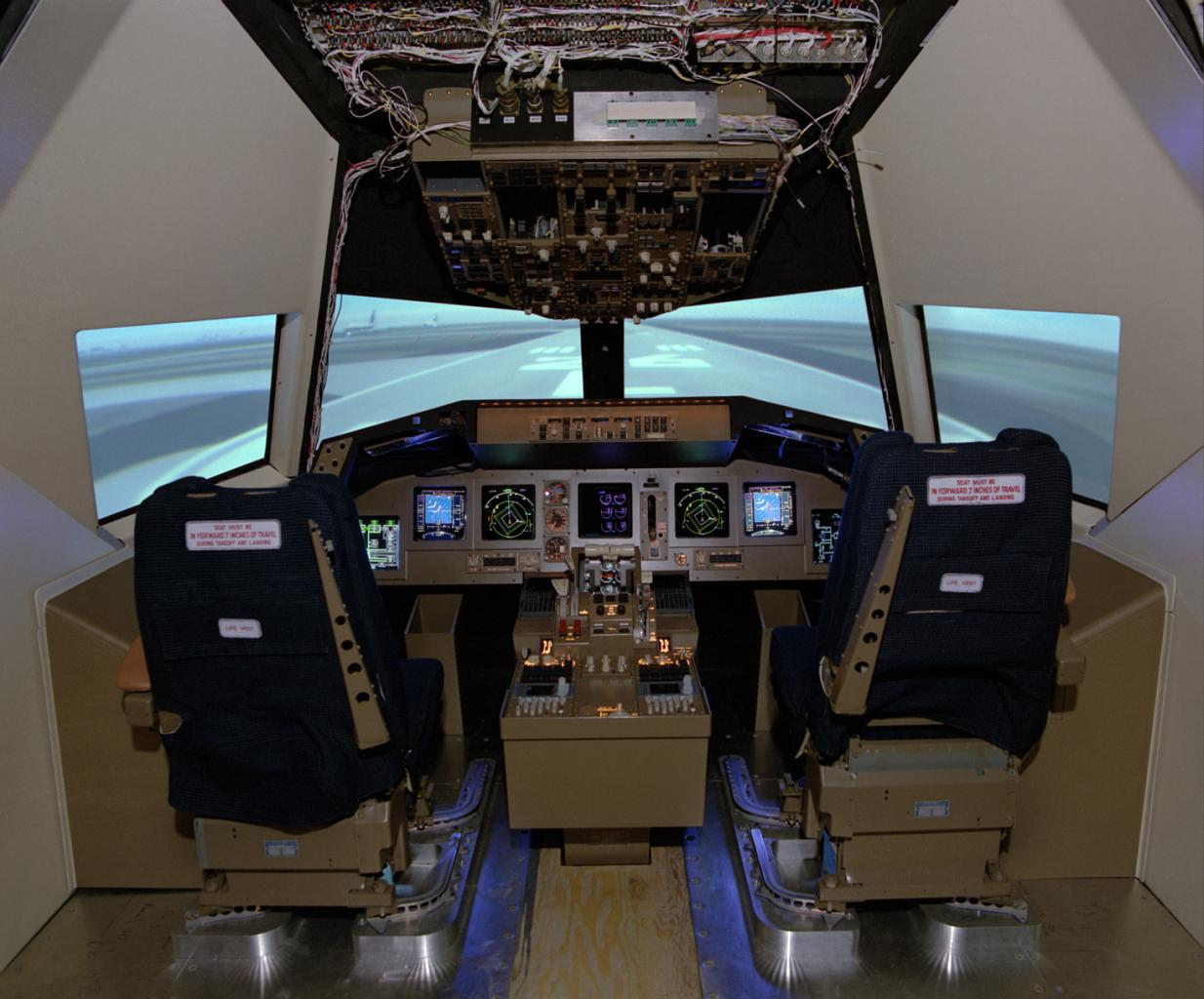
محاكي طيار لوكالة ناسا

الطيران التشبيهي أو محاكاة الطيران هو عبارة عن محاكاة للطيران الحقيقي الواقعي، وقد قامت شركة مايكروسوفت في إصدار برنامج لمحبي الطيران التشبيهي هو فلايت سيموليتر بإصدارات كثيرة آخرها فلايت سيميولتر إكس.
كثير حول العالم من محبي الطيران يستخدمون هذا البرنامج، وتوجد منظمات غير ربحية تنظم رحلات عبر الانترنت ودروس وفق قوانين محددة ويشترك بها آلاف من محبي الطيران.
محاكاة الطيران هو النظام الذي يحاول أن ينسخ، أو يحاكي، تجربة الطيران بالطائرة. انها واقعية قدر الإمكان. الأنواع المختلفة من محاكاة الطيران مجموعة من يصل ألعاب الفيديو لى قمرة القيادة كاملة الحجم المقلدة التي شنت على الهيدروليكية (أو الكهربائية)، والمشغلات، والتي تسيطر عليها الدولة من أحدث تكنولوجيا الحاسوب
يتميز (برنامج) مايكروسوفت لمحاكاة الطيران وهو قد يصنف على أنه برنامج أكثر من كونه مجرد لعبة أساسها توفير الترفيه للمستخدم، بإمكانات هائلة وقدرة غير محدودة على إمكانية تغيير، تعديل، حذف أو إضافة تفاصيل جديدة للمستخدمين محدودي الخبرة وكذلك المتخصصين حول العالم.
عدة خطوات بسيطة أحيانا تكفل تغيير انماط وطريقة أداء الطائرات، المروحيات، والمهام التي تشتمل عليها محاكي مايكروسوفت للطيران.
ربما كانت من سياسات وفلسفة تصميم واعداد السيميوليتر من مايكروسوفت هو ترك مجال واسع للمستخدمين حول العالم للإضافة والتعديل على بنية الطائرات والاشكال ومختلف التفاصيل التي تشتمل عليها النسخة الاصلية التي يثبتها المستخدم على الحاسوب لديه.
تكاد الفلايت سيميولتر الخاص بمايكروسوفت ان تكون السبب في انبثاق صناعة إلكترونية نشطة وفعالة حول العالم من قبل الشركات التي تخصصت في خلق، وابتكار موديلات، طرازات، انماط، واشكال جديدة من مختلف الطائرات، بل وحتى الاشكال والمهام الأرضية التي تظهر في البرنامج والتي لم تكن متواجدة اصلا فيه.
النسخة الأكثر انتشارا من الإصدارات العديدة للبرنامج هو Flight Simulator 2004 (قرن من الطيران) والتي طرحتها مايكروسوفت عام 2004, والمدهش ان بعد 5 سنوات من ذلك التأريخ (عام 2009 عند إضافة التعديل على هذا المقال) فإن هناك طائرات، مطارات وابتكارات جديدة تظهر كل يوم من شركة، مجموعة، مستخدم أو مطور حول العالم، سواء كان ذلك العمل من إنتاج فردي حيث يمثل إعادة تلوين صيغة أو هيئة خارجية لطائرة ما من قبل مستخدم هاو، أو كعمل عملاق اشتغل عليه 400 محترف نتج عنه إحدى اروع اضافات اللعبة وهي طائرة الجمبو B-747 400 والتي وضفت فيها شركة PMDG خبرة طيارين طاروا فعلا على الطائرة، وتوخت فيها سلسلة معقدة من التفاصيل التي تدهش المستخدم وتوفر له تجربة طيران تلامس إلى حد بعيد الطيران الحقيقي على متن الجمبو.
أكثر من شركة حول العالم تخصصت مع مرور الوقت في تصميم، واعداد وإنتاج طرازات طائرات جديدة توفرها للمستخدمين حول العالم ليضيفوها إلى مجاميع الطائرات التي بإمكانهم التمتع بقيادتها على شاشة حواسيبهم.
يكاد المطورين للسيميوليتر والمتخصصين ان يكون عددهم كبيرا لدرجة تعذر ادراجهم في مقال واحد، لكن قد يكون من الطيب الإشارة إلى العمالقة في هذا المجال والذين يصدرون إنتاجهم إلى خمس قارات حول العالم ومنهم:
AlphaSim المتخصصة في العديد من الطائرات العسكرية، سواء المتقاعدة منها بسبب التقادم، أو تلك التي قيد الاستخدام.
Captain Sim التي اشتهرت بإنتاج طرازات مميزة لعل أشهرها C-130 هيركوليز، والبوينغ 707 والنفاثة ايروسبيسيال كونكورد.
Nemeth Designs والتي أنتجت المروحيات السوفياتية التكتيكية، والقتالية من طراز Mi-17 وMi-24 Hind والعديد من الموديلات الأخرى.
Lago التي أنتجت سلسلة من الطائرات الحربية منها المفاتلة Tornado
Digital Aviation التي اشتهرت بإنتاج موديل الـ Fokker -100 وموديلات أخرى.
Commercial Level Simulations والشهيرة بموديل - Boeing 747-300.
وعدد آخر كثير من الشركات الرئيسية التي قد تكون متخصصة في تصميم المطارات حول العالم داخل اللعبة الافتراضية وبتفاصيل مدهشة أحيانا، أو باتتاج اضافات أخرى على اللعبة.
الأمر الأكثر دهشة هو العدد اللانهائي من المصممين (غير الربحيين) والذين يوفرون نتاجاتهم والطرازات المصصمة من قبلهم للتداول الحر والمجاني على شبكة الإنترنت حول العالم لكي تصل من خلال مئات المواقع والتجمعات والمنتديات المتخصصة في السيميوليترات التي انتجتها مايكروسوفت، فبدءا من ابسط الاضافات والتي قد تكون تعديلا على إحدى المؤشرات المعينة في قمرة القيادة كأن تكون تعديل قراءات مؤشر الارتفاع والتي ظهر فيها خلل في القراءة في موديل ما، إلى أعمال تستحق الإعجاب ومجانية بالكامل من قبيل طائرات غاية التشبة بالواقع في تفاصيلها والتي يمكن تحميلها واضافتها إلى مجاميع الطائرات الموجودة في البرنامج بشكل قانوني تماما.